# ユキ・オトコ
ユキ・オトコ(Yuki Otoko)は、クトゥルフ神話に登場する架空の怪物である。

## 概説
青黒く変色した凍死体の姿をしており、北海道の山奥で目撃される。その正体は一種のアンデッドであり、人間を襲うことがある。
美女の姿をしたユキ・オンナもいるが、こちらは旧支配者の顕現たるスサノオの眷属であるとされる。人間を凍死させるなど、日本の伝説における雪女と同様の行動をとる。